# Viggianiella
Viggianiella is een geslacht van vliesvleugeligen uit de familie Trichogrammatidae. De wetenschappelijke naam van dit geslacht is voor het eerst geldig gepubliceerd in 2006 door Pinto.

## Soorten
Het geslacht Viggianiella is monotypisch en omvat slechts de volgende soort:
- Viggianiella tropica Pinto, 2006